# فرودگاه اورکید سنت. پل دا اپوستل
فرودگاه اورکید سنت. پل دا اپوستل (به انگلیسی: Ohrid "St. Paul the Apostle" Airport) (به زبان بومی: Аеродром Охрид) یک فرودگاه غیرنظامی با کد یاتا OHD است . این فرودگاه در شهر اوهرید کشور جمهوری مقدونیه قرار دارد و در ارتفاع ۷۰۵ متری از سطح دریا واقع شده‌است.

## شرکت‌های هواپیمایی و مقصدهای پروازی
| شرکت‌های هواپیمایی        | مقصدهای پروازی                            |
| ------------------------ | ----------------------------------------- |
| ایر صربیا                | فصلی: بلگراد نیکولا تسلا                  |
| هواپیمایی ارکیا          | فصلی: بن گوریون                           |
| Corendon Dutch Airlines  | چارتر فصلی: اسخیپول آمستردام              |
| جرمنیا فلوگ              | چارتر: زوریخ                              |
| هلی ایر سرویسز           | چارتر فصلی: صوفیه                         |
| Helvetic Airways         | فصلی: زوریخ                               |
| اسمال پلنت ایرلاینز      | چارتر فصلی: کاتوویتس                      |
| تی‌یوآی ایرلاینز نیدرلندز | فصلی: اسخیپول آمستردام، آیندهوون          |
| ویز ایر                  | بازل-مولوز-فرایبورگ اروپا فصلی: لوتن لندن |